# 梁川駅 (山梨県)
梁川駅（やながわえき）は、山梨県大月市梁川町綱の上にある、東日本旅客鉄道（JR東日本）中央本線の鉄道駅である。駅番号はJC 29。

## 歴史
- 1949年（昭和24年）4月1日：国有鉄道の駅として開業[2]。旅客と小手荷物営業のみ[2]。
- 1970年（昭和45年）10月1日：荷物の扱いを廃止[3]。業務委託駅となる[4]。
- 1985年（昭和60年）3月1日：無人化[1][5]。
- 1987年（昭和62年）4月1日：国鉄分割民営化により、JR東日本の駅となる[6]。
- 1990年（平成2年）11月23日：過激派による放火で、駅舎が焼失（23日午後には、放火事件については他で未明に発生した事件含め、中核派幹部が演説で犯行を認めている）[7]。
- 1992年（平成4年）3月6日：木造の新駅舎が竣工[8]。
- 2001年（平成13年）11月18日：ICカード「Suica」の利用が可能となる。
- 2016年（平成28年）3月：木造駅舎が建て替えられ、現駅舎となる。

## 駅構造
島式ホーム1面2線を有する地上駅である。ホームは嵩上げされていない。ホームの四方津方の端からのびる跨線橋が駅舎にそのままつながっている。
駅舎はないが和風の待合室があり、簡易Suica改札機、トイレ、自動販売機（飲料）と待合室後方に自動券売機が設置されている。
中央東線では東京駅から出発して初めての完全な無人駅であり、大月駅が管理する。

### のりば
| 番線 | 路線     | 方向 | 行先                   |
| ---- | -------- | ---- | ---------------------- |
| 1    | 中央本線 | 下り | 大月・甲府・小淵沢方面 |
| 2    | 中央本線 | 上り | 高尾・八王子・新宿方面 |

JR中央線は、2020年代前半（2021年度〈令和3年度〉以降の向こう5年以内）をめどに東京 - 大月駅間のオレンジ帯で運行する列車に2階建てグリーン車を2両連結させ12両編成運転を行う。そのため当駅は、ホームの12両対応改築などの各種改良工事が実施され、2024年（令和6年）10月12日までにこれらの工事を全て完了し、翌日10月13日より快速電車における12両編成の運転が開始された。

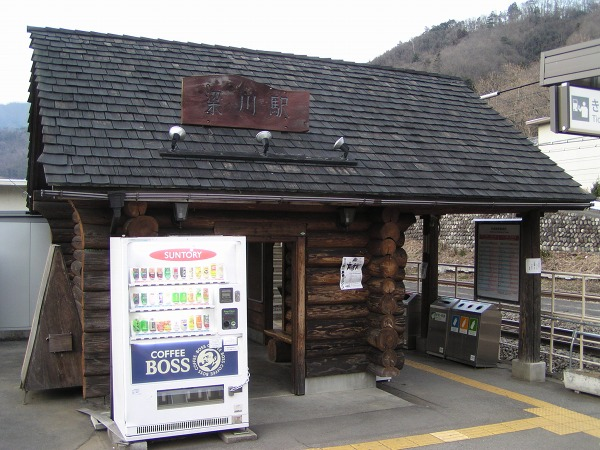
旧駅舎（2006年1月）
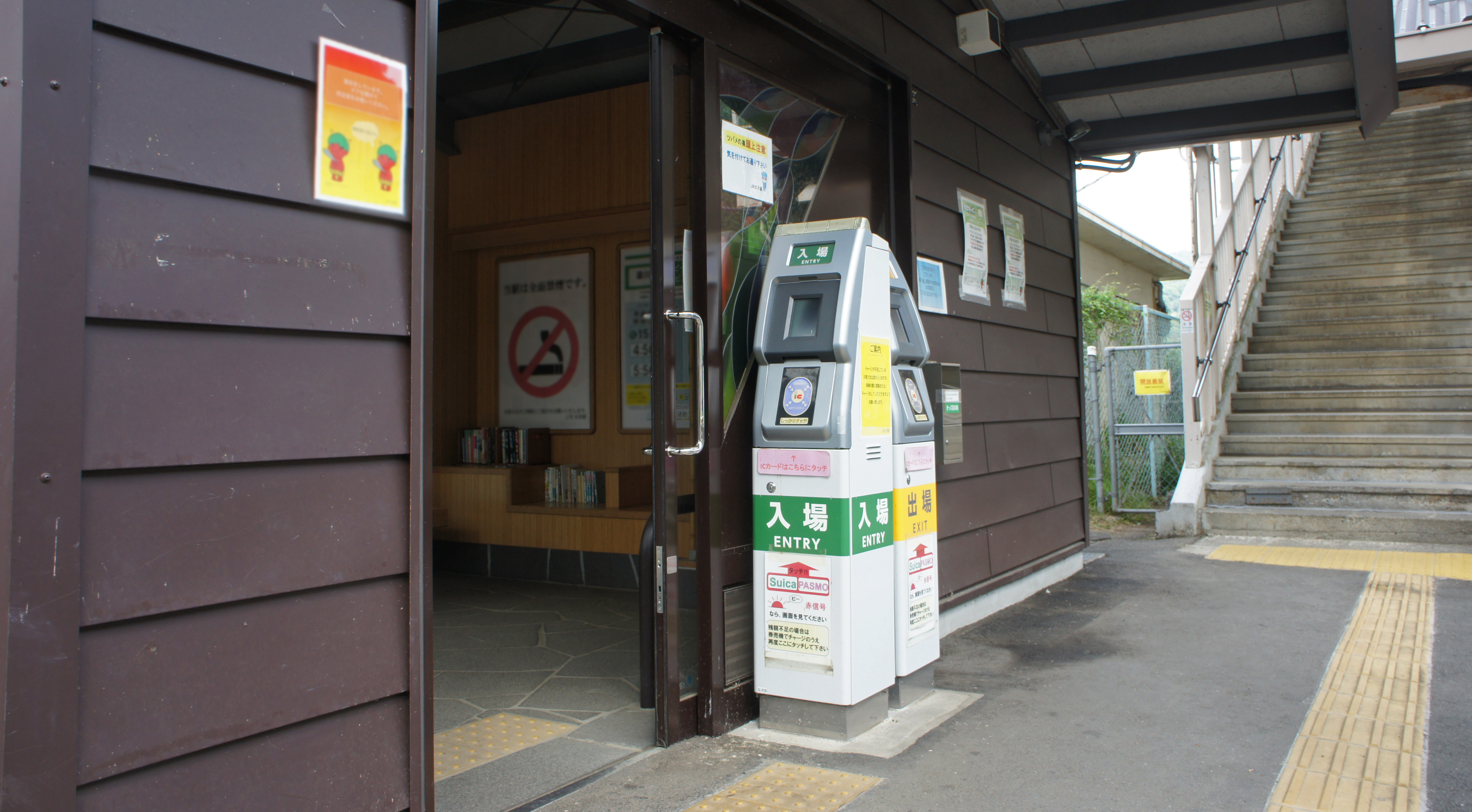
改札口（2021年5月）
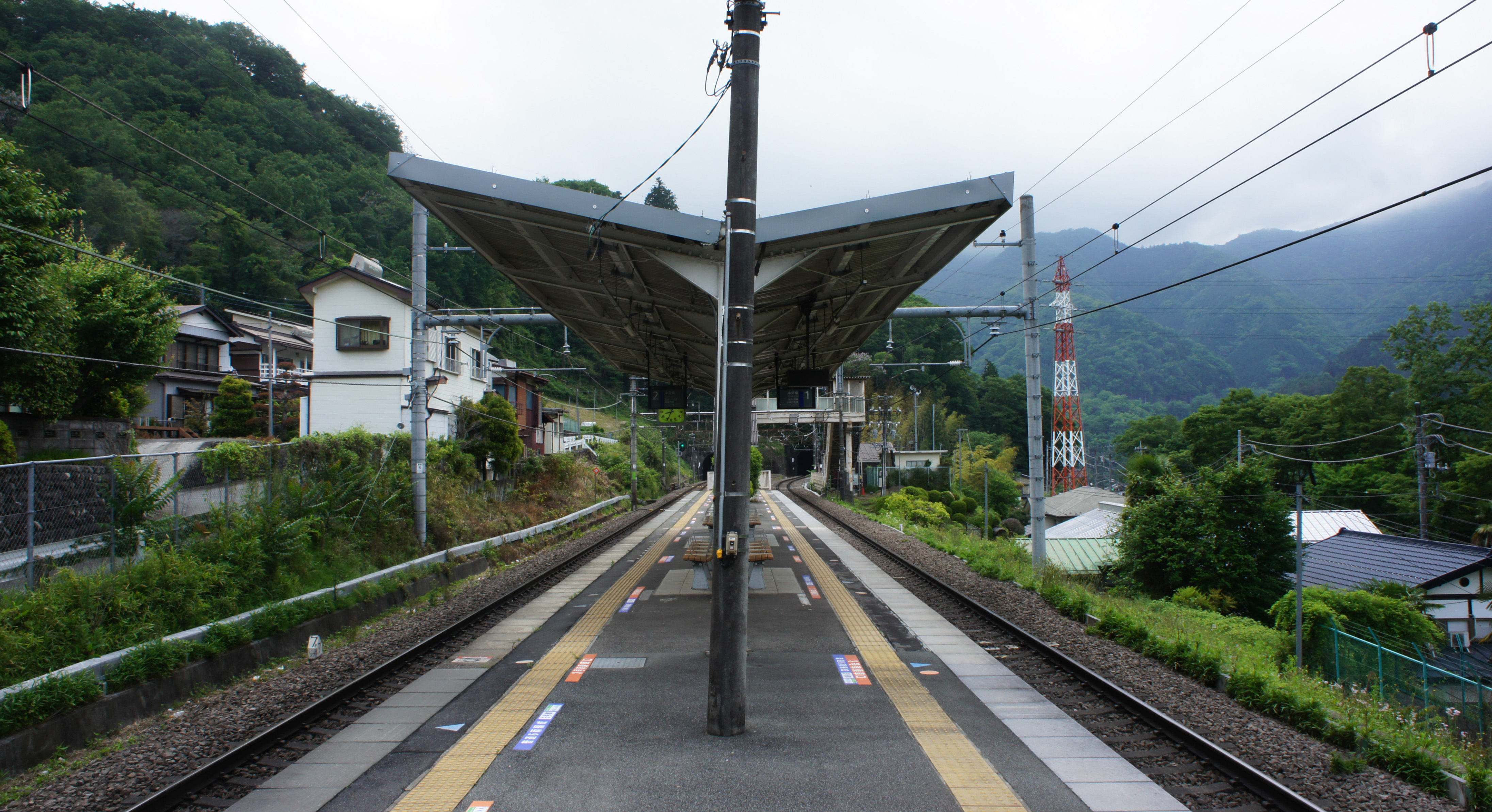
ホーム（2021年5月）

## 利用状況
「山梨県統計年鑑」によると、2000年度（平成12年度）- 2010年度（平成22年度）の1日平均乗車人員の推移は以下のとおりであった。
| 乗車人員推移       | 乗車人員推移     | 乗車人員推移 |
| 年度               | 1日平均 乗車人員 | 出典         |
| ------------------ | ---------------- | ------------ |
| 2000年（平成12年） | 225              | [ 県 1 ]     |
| 2001年（平成13年） | 237              | [ 県 2 ]     |
| 2002年（平成14年） | 273              | [ 県 3 ]     |
| 2003年（平成15年） | 277              | [ 県 4 ]     |
| 2004年（平成16年） | 274              | [ 県 5 ]     |
| 2005年（平成17年） | 265              | [ 県 6 ]     |
| 2006年（平成18年） | 252              | [ 県 7 ]     |
| 2007年（平成19年） | 251              | [ 県 8 ]     |
| 2008年（平成20年） | 243              | [ 県 9 ]     |
| 2009年（平成21年） | 232              | [ 県 10 ]    |
| 2010年（平成22年） | 227              | [ 県 11 ]    |

## 駅周辺
当駅は下に位置する国道20号より高いところに立地し、駅周辺は坂が多い地形となっている。住宅は国道20号よりさらに下に位置した箇所に多いが、駅の至近でもわずかに存在する。
- 国道20号
- 大月市役所梁川出張所
- 梁川郵便局
- 桂川

### バス路線
最寄り停留所は、国道20号線上にある梁川駅前となる。富士急バスにより、新倉方面や山谷・猿橋駅・大月駅・大月中央病院方面へと結ぶ路線バスが運行されている。

## 隣の駅
東日本旅客鉄道（JR東日本）
 中央本線
■通勤特快（上りのみ）・■中央特快・■通勤快速（下りのみ）・■快速・■普通
四方津駅 (JC 28) - 梁川駅 (JC 29) - 鳥沢駅 (JC 30)

### 記事本文
1. 1 2 3 4 5  『週刊 JR全駅・全車両基地』 46号 甲府駅・奥多摩駅・勝沼ぶどう郷駅ほか79駅、朝日新聞出版〈週刊朝日百科〉、2013年7月7日、19頁。
2. 1 2 3  「運輸省告示第121号」『官報』1949年3月30日（国立国会図書館デジタルコレクション）
3. ↑  「日本国有鉄道公示第412号」『官報』1970年9月30日。
4. ↑  「廃止3、無人化10駅」『交通新聞』交通協力会、1970年3月1日、1面。
5. ↑  「「通報」中央本線梁川駅ほか6駅の駅員無配置について（旅客局）」『鉄道公報』日本国有鉄道総裁室文書課、1985年2月27日、2面。
6. ↑  曽根悟（監修）（著）、朝日新聞出版分冊百科編集部（編集）（編）「中央本線」『週刊 歴史でめぐる鉄道全路線 国鉄・JR』第5号、朝日新聞出版、2009年8月9日、27頁。
7. ↑  「その夜、ゲリラ続発 JR駅などで火災あい次ぐ 大嘗祭」『朝日新聞』31、1990年11月23日、朝刊、朝日新聞社。
8. ↑  「ログハウス風の駅待合室 お目見え（JR中央線・梁川駅）」『NHKニュース』NHKグローバルメディアサービス、1992年3月5日。
9. 1 2  “JR東日本：駅構内図・バリアフリー情報（梁川駅）”.   東日本旅客鉄道. 2025年6月15日閲覧。
10. ↑  『中央快速線等へのグリーン車サービスの導入について』（PDF）（プレスリリース）東日本旅客鉄道、2015年2月4日。2025年6月15日閲覧。
11. ↑  「JR東日本、中央線のグリーン車計画を延期」『産経新聞』2017年3月24日。2025年6月15日閲覧。
12. ↑  『中央線快速・青梅線でグリーン車サービスを開始します ～快適な移動空間の提供を通じ、輸送サービスの質的変革を目指します～』（PDF）（プレスリリース）東日本旅客鉄道、2024年9月10日。2025年6月15日閲覧。
13. ↑  “（山谷、新倉）～鳥沢駅～富浜中～大月駅 時刻表” (PDF). 路線バス.   富士急バス. 2025年6月15日閲覧。

### 利用状況
1. ↑  「運輸・通信」『平成14年刊行山梨県統計年鑑』（xls）（レポート）山梨県、2002年。2025年5月29日閲覧。
2. ↑  「運輸・通信」『平成15年刊行山梨県統計年鑑（運輸・通信）』（xls）（レポート）山梨県、2003年。2025年5月29日閲覧。
3. ↑  「運輸・通信」『平成16年刊行山梨県統計年鑑（運輸・通信）』（xls）（レポート）山梨県、2004年。2025年5月29日閲覧。
4. ↑  「運輸・通信」『平成17年刊行山梨県統計年鑑（運輸・通信）』（xls）（レポート）山梨県、2005年。2025年5月29日閲覧。
5. ↑  「運輸・通信」『平成18年刊行山梨県統計年鑑（運輸・通信）』（xls）（レポート）山梨県、2006年。2025年5月29日閲覧。
6. ↑  「運輸・通信」『平成19年刊行山梨県統計年鑑（運輸・通信）』（xls）（レポート）山梨県、2007年。2025年5月29日閲覧。
7. ↑  「運輸・通信」『平成20年刊行山梨県統計年鑑（運輸・通信）』（xls）（レポート）山梨県、2008年。2025年5月29日閲覧。
8. ↑  「運輸・通信」『平成21年刊行山梨県統計年鑑（運輸・通信）』（xls）（レポート）山梨県、2009年。2025年5月29日閲覧。
9. ↑  「運輸・通信」『平成22年刊行山梨県統計年鑑（運輸・通信）』（xls）（レポート）山梨県、2010年。2025年5月29日閲覧。
10. ↑  「運輸・通信」『平成23年刊行山梨県統計年鑑（運輸・通信）』（xls）（レポート）山梨県、2011年。2025年5月29日閲覧。
11. ↑  『平成24年刊行山梨県統計年鑑』（PDF）（レポート）山梨県、2012年11月、150-153頁。2025年5月29日閲覧。